# Hacksaw Ridge
Hacksaw Ridge er en australsk-amerikansk biografisk krigsfilm fra 2016, instrueret a Mel Gibson. Manuskriptet blev skrevet af Andrew Knight, Robert Schenkkan,  Randall Wallace og Gregory Crosby. Andrew Garfield, Vince Vaughn, Sam Worthington, Luke Bracey, Hugo Weaving, Ryan Corr, Teresa Palmer, Richard Pyros og Rachel Griffiths spiller hovedrollerne. Indspilningen startede den 29. september 2015 i New South Wales og endte i december 2015.
Filmen havde verdenspremiere 4. september 2016 under Filmfestivalen i Venedig og biografpremiere i USA i november 2016. Hacksaw Ridge var Gibsons første spillefilm som instruktør siden dramafilmen Apocalypto i 2006. Den fik god kritik.
Den blev nomineret til Oscar for bedste film, Oscar for bedste lyd, Oscar for bedste lydredigering, Oscar for bedste klipning, Oscar for bedste instruktør og Andrew Garfield blev nomineret til en Oscar for bedste mandlige hovedrolle.

## Handling
Filmen er baseret på en sand historie om den amerikanske medicinstudent Desmond T. Doss (Andrew Garfield) som nægtede at bære våben under 2. verdenskrig. I maj 1945 reddede han over 75 medsoldater på den japanske ø Okinawa.

## Medvirkende
- Andrew Garfield som Desmond T. Doss
- Vince Vaughn som Sergant Howell
- Sam Worthington som Kaptajn Glover
- Luke Bracey som Smitty
- Hugo Weaving som Tom Doss
- Ryan Corr som Løjtnant Manville
- Teresa Palmer som Dorothy Schutte
- Rachel Griffiths som Bertha Doss
- Richard Roxburgh som Oberst Stelzer
- Luke Pegler som Milt «Hollywood» Zane
- Richard Pyros som Randall «Teach» Fuller
- Ben Mingay som Grease Nolan
- Firass Dirani som Vito Rinnelli
- Goran D. Kleut som Andy «Ghoul» Walker
- Harry Greenwood som Henry Brown
- Damien Thomlinson som Ralph Morgan
- Robert Morgan som Oberst Sangston